# Suma de lògica
La Summa Logicae  o  Suma de Lògica  és un llibre de text de lògica escrit per Guillem d'Occam. A partir de la teoria de la inferència que li serveix de fil conductor, descriu i desenvolupa la lògica del sil·logisme. Va ser escrit abans de 1327 i publicat a París a 1487.
Aquesta obra és important perquè conté el més important de la doctrina nominalista d'Ockham. Els filòsofs nominalistes del segle xv (com Swineshead, Heytesbury, Gerson i D'Ailly) consideren a aquest filòsof com el fundador de la seva escola.

## Divisió de l'obra
L'esquema seguit per l'obra és l'habitual en els tractats de lògica i afronta per a cada part un dels actes de l'enteniment: conceptualitzar, jutjar, argumentar.
La primera part que tracta dels termes es divideix en els següents capítols:
- Capítols 1 a 17. Tracten del terme i la seva divisió en categoremàtics, abstractes, concrets, absoluts, connotatius, de primera i segona imposició, de primera i segona intenció, unívocs i equívocs.
- Capítols 18 a 25. Tracten dels cinc predicables de Porfirio.
- Capítols 26-62. Tracten de la definició i la descripció, dels termes "subjecte", "predicat", "pertànyer a" o "inherent a" i "significar". Així mateix, es discuteixen les categories.
- Capítols 63-77. Tracten de la suposició i els seus tipus.

La segona part que tracta de les proposicions es divideix en els següents capítols:
- Capítols 1 a 20. Tracten de les proposicions categòriques tant de fet com de modalitat.
- Capítols 21-29. Tracten de la conversió de proposicions.
- Capítols 30-37. Tracten de les proposicions hipotètiques.

Finalment, la tercera part tracta dels sil·logismes i compta amb els següents sub tractats:
- Primer tractat. Tracta de sil·logisme en general. Sil·logismes categòrics, modals i mixtos.
- Segon tractat. Tracta de sil·logisme demostratiu. És una anàlisi dels  Segons Analítics  d'Aristòtil.
- Tercer tractat. Relatives al sil·logisme tòpic. És un recompte dels  Tòpics  d'Aristòtil a més de contenir les regles generals de la conseqüència.
- Quart tractat. Tracta de les obligacions.
- Cinquè tractat. Tracta de l'antinòmia del mentider.
- Sisè tractat. Tracta de les fal·làcies.